# Claudia Schramm
Claudia Schramm (* 14. Juni 1975 in Bad Langensalza) ist eine deutsche Bobfahrerin.
Claudia Schramm ist nach Sandra Kiriasis und Cathleen Martini sowie nach dem Rücktritt von Susi Erdmann die Nummer drei unter den deutschen Bobpilotinnen. Zu ihren Anschieberinnen gehören Patricia Polifka, Stefanie Szczurek und Nicole Herschmann. Die Sportsoldatin startet für den BSR Rennsteig Oberhof. Größter Erfolg war der Gewinn der Silbermedaille bei den Europameisterschaften von 2004. 2004, 2005 und 2006 wurde sie bei den deutschen Meisterschaften Dritte. Bestes Weltcupergebnis war ein zweiter Platz 2006 in Altenberg. Bei den Olympischen Winterspielen 2010 beendete sie mit Janine Tischer den Wettbewerb im Zweierbob auf Rang 7.